# Bovista
Bovista es un género de hongos comúnmente conocido como los verdaderos bejines. Anteriormente se clasificaba dentro del orden ahora obsoleto Lycoperdales, que, tras una reestructuración de la taxonomía fúngica provocada por la filogenia molecular, se ha dividido; Las especies de Bovista se ubican ahora en la familia Agaricaceae del orden Agaricales.
Las especies de Bovista tienen una distribución colectivamente extendida, y se encuentran principalmente en regiones templadas del mundo. Varias especies han sido históricamente utilizadas en preparaciones homeopáticas.

## Descripción
Los cuerpos fructíferos son ovalados a esféricos o en forma de pera, y típicamente de 1 a 8 cm de diámetro con un exoperidio blanco o de color claro, delgado y frágil (capa exterior del peridio). Según la especie, el exoperidio en un espécimen joven puede ser suave, granular o finamente equinulado. Este exoperidio desaparece en la madurez para exponer un endoperidio suave con un solo poro apical (ostiolo). Los cuerpos fructíferos pueden estar unidos al suelo por rizomorfos finos que pueden aparecer como una pequeña cuerda. Algunas especies desarrollan una subgleba, una base estéril que generalmente no está bien desarrollada. Los cuerpos fructíferos de especímenes maduros pueden desarrollar alteraciones superficiales como escamas, placas, areolas o verrugas. A nivel microscópico, estas características están formadas por hifas, esferoquistes (células redondeadas), células claviformes (en forma de palo). Bovista sclerocystis es la única especie en el género con micoesclereidas (elementos setoides) en el peridio.
Las esporas son de color marrón a morado-marrón, aproximadamente esféricas o elipsoidales, y de 3.5 a 7 μm de diámetro. Puede haber un pedicelo corto o largo (tallo). En la madurez, todo el cuerpo fructífero puede desprenderse del suelo y las esporas se esparcen a medida que el bejín se sopla como una planta rodadora.
En Bovista, el capilicio (una red de células similares a hilos en las que están incrustadas las esporas) no está conectado directamente a la pared interior del peridio. En su lugar, está formado por unidades separadas ramificadas irregularmente que terminan en puntos cónicos. Este tipo de capilicio, también presente en los géneros de bejines Calbovista y Bovistella, ha sido llamado el tipo "Bovista" por Hanns Kreisel, quien publicó una monografía sobre Bovista en 1967. Kreisel también definió el tipo "Lycoperdon" (un capilicio que comprende mucho tiempo). , hilos con ramas dicotómicas o irregulares ocasionales), y el tipo "intermedio" (una forma de transición entre el tipo Bovista y el tipo Lycoperdon, con hilos que pueden ser perforados, con varios tallos principales gruesos conectados por múltiples ramas). Los tres tipos de estructura de capilicios se encuentran en Bovista. Las capilicios de tipo "bovista" son elásticas, una característica compartida con los géneros de gasteroides Lycoperdon y Geastrum. La flexibilidad del capilicio le da a la gleba una textura algodonosa que persiste incluso después de que el exoperidio se haya desprendido.

## Sistemática

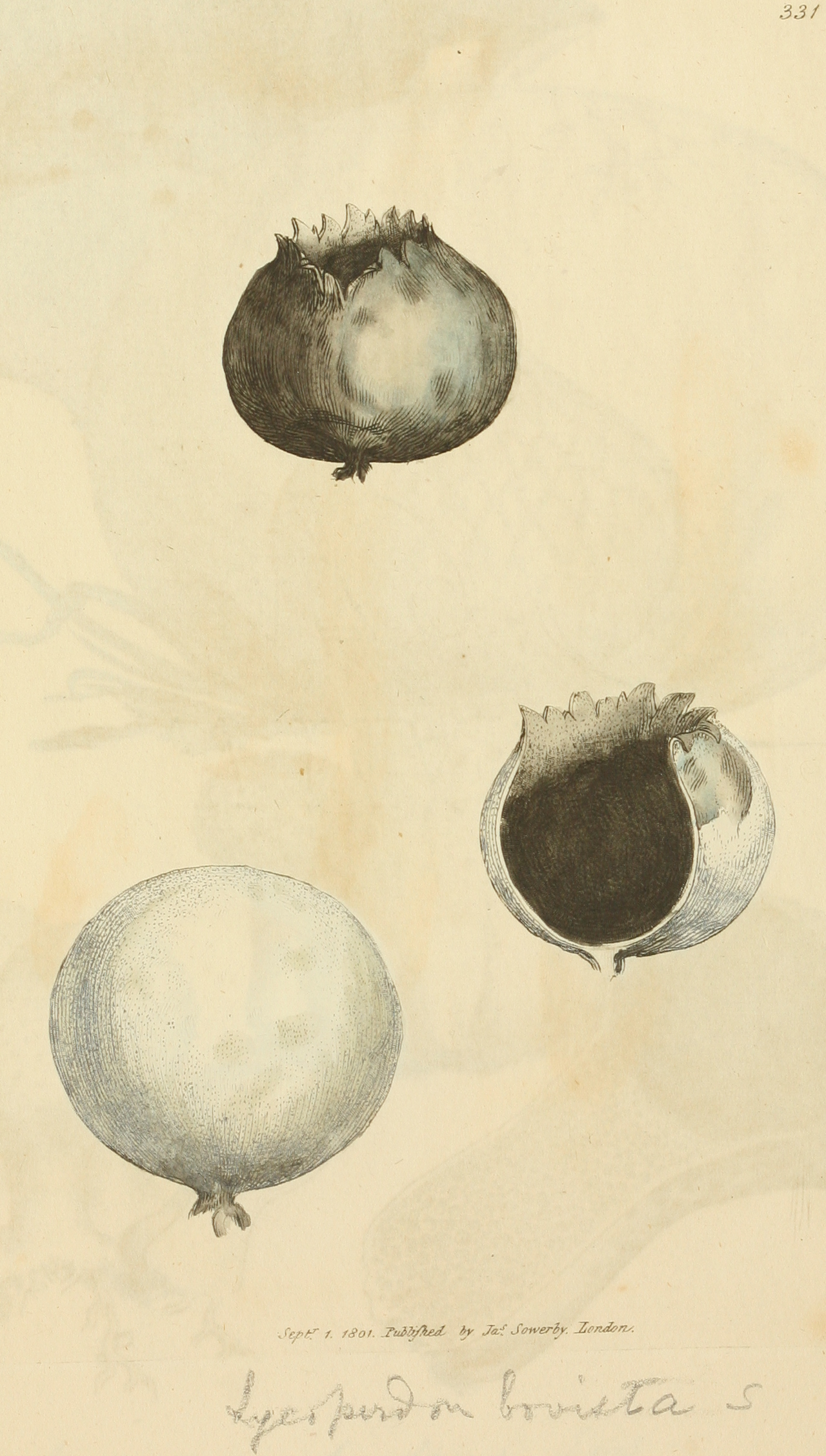
Ilustración de Bovista plumbea del trabajo de James Sowerby 1797 en Coloured figures of English fungi or mushrooms

El género fue descrito originalmente por el micólogo Christiaan Hendrik Persoon en 1794. Él describió el género como "Cortice exteriore libero evanefcente, pileo acauli demum glaberrimo, vertice irregulariter rupto" ("La corteza exterior se desvanece, la tapa se vuelve lisa, irregularmente rompiendo la parte superior"). Los sinónimos incluyen Piesmycus (Rafinesque 1808), Piemycus (Rafinesque 1813), Sackea (Rostkovius 1844), Globaria (Quélet 1873) y Pseudolycoperdon (Velenovský 1947). Bovista plumbea es la especie tipo.
Kreisel, en su monografía de 1967, propuso dos subgéneros basados en el tipo de capilicio. El subgénero Globaria tiene especies del tipo Lycoperdon, mientras que el subgénero Bovista está representado por el capilicio de tipo Bovista o intermedio. Las divisiones adicionales en secciones y series se basan en el tipo de capilicio, la ausencia o presencia de poros en el capilicio y la presencia o ausencia de una subgleba (una base estéril). El análisis filogenético ha demostrado que Bovista, como lo define Kreisel, es monofilético. Además, Bovista puede dividirse en dos clados, Bovista y Globaris, que corresponden aproximadamente a las divisiones subgenéricas sugeridas por Kreisel.

## Comestibilidad
Los bejines del género Bovista son generalmente comestibles cuando son jóvenes y blancas por dentro, pero se debe tener cuidado para evitar confusiones con Amanitas inmaduras y potencialmente mortales. Esto se hace cortando los cuerpos fructíferos longitudinalmente para asegurar que sean de color blanco y que no tengan estructuras internas.

## Géneros relacionados
Bovistina es un género relacionado pero separado que fue creado para describir especies con las características externas de un bejín, pero con los caracteres glebales de un Geaster. Bovistella es otro género similar, puede distinguirse de Bovista por su amplia base estéril.

## Uso homeopático
La referencia al género ha aparecido en varios libros de texto del siglo XIX sobre la homeopatía. Richard Hughes escribió en A Manual of Pharmacodynamics (1870) "Se dice que Bovista está indicado, y que ha demostrado ser curativo en afecciones de cabeza caracterizadas por una sensación como si la cabeza aumentara enormemente de tamaño". En Lectures on Clinical Materia Medica (1887), E. A. Farrington afirma que las esporas de Bovista restringen la circulación sanguínea a través de los capilares y sugieren usos asociados con la irregularidad menstrual o trauma. También menciona que Bovista produce algunos síntomas de asfixia y podría ser útil para remediar la asfixia resultante de la inhalación de humos de carbón. Se ha sugerido mejorar aún más las dolencias con el uso de Bovista, como "torpeza en el habla y la acción", "tartamudeo o tartamudeo en niños", "palpitaciones después de una comida", diabetes mellitus, quistes ováricos y "acné debido a los cosméticos".

## Especies
El Dictionary of the Fungi (10.ª edición, 2008) estima que hay 55 especies bovistas en todo el mundo. Index Fungorum enumera 92 especies que considera válidas.

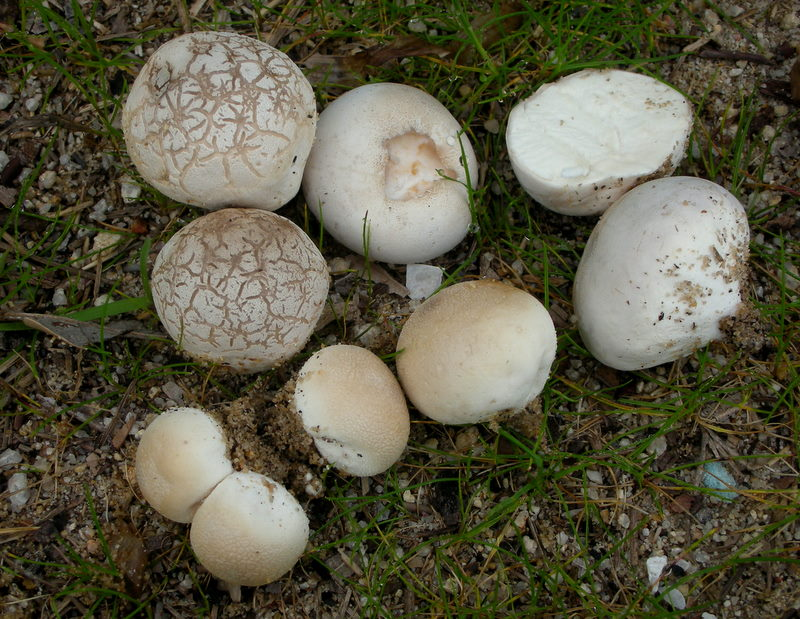
Bovista aestivalis

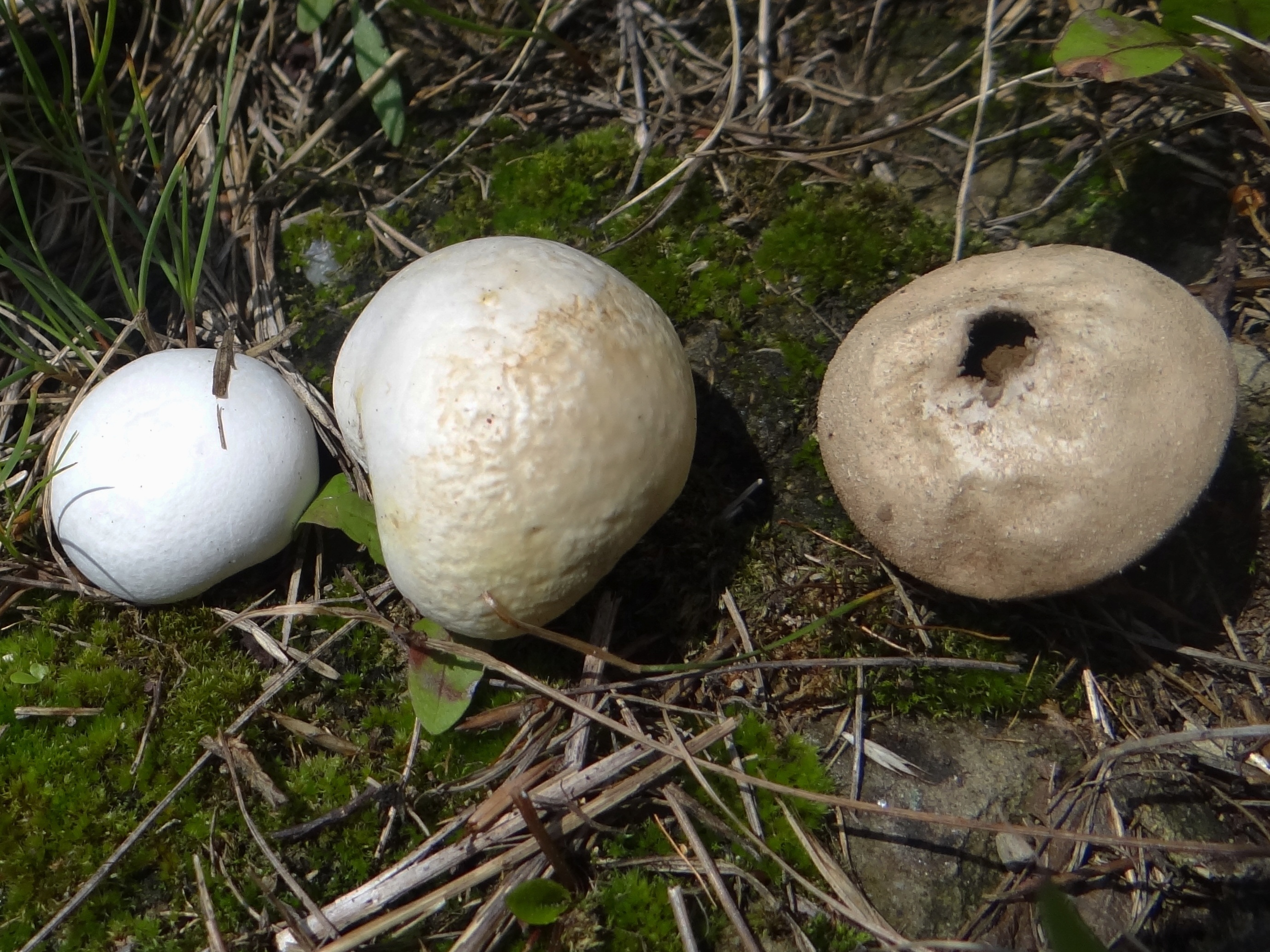
Bovista nigrescens

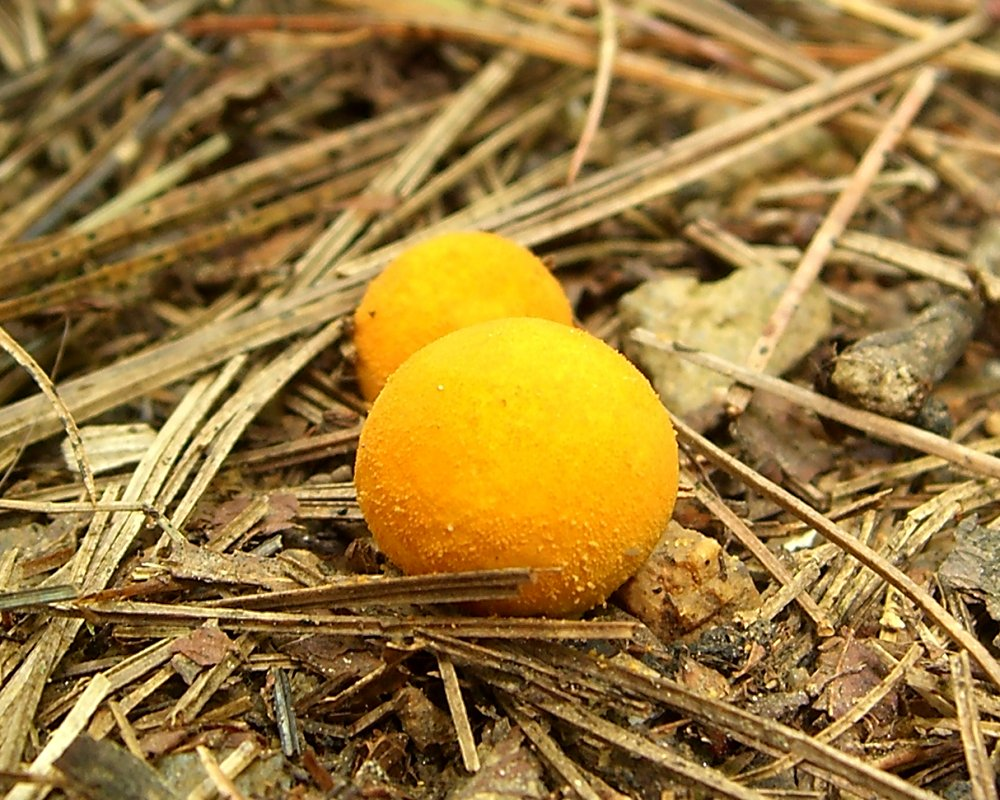
Bovista colorata

- Bovista acocksii

reportado en Sudáfrica
- Bovista acuminata
- Bovista aenea
- Bovista aestivalis – California
- Bovista africana
- Bovista albosquamosa
- Bovista apedicellata
- Bovista amethystina
- Bovista antarctica
- Bovista arachnoides
- Bovista ardosiaca
- Bovista aspara
- Bovista betpakdalinica
- Bovista bovistoides
- Bovista brunnea
- Bovista cacao
- Bovista californica[11]
- Bovista capensis[25]
- Bovista cisneroi
- Bovista citrina
- Bovista colorata
- Bovista concinna
- Bovista coprophila
- Bovista cretacea
- Bovista cunninghamii
- Bovista dakotensis
- Bovista dealbata
- Bovista dermoxantha

reportado causando corros de brujas en Chiba (Japón)
- Bovista dominicensis
- Bovista dryina
- Bovista dubiosa
- Bovista elegans
- Bovista flaccida
- Bovista flavobrunnea
- Bovista fuegiana

reportado en Tierra del Fuego, Argentina
- Bovista gunnii
- Bovista fulva
- Bovista fusca
- Bovista glacialis
- Bovista glaucocinerea
- Bovista grandipora[28]
- Bovista graveolens
- Bovista grisea
- Bovista gunnii
- Bovista halophila[29]
- Bovista herrerae
- Bovista heterocapilla
- Bovista himalaica[30]
- Bovista hungarica
- Bovista incarnata
- Bovista jonesii
- Bovista kazachstanica
- Bovista kurczumensis
- Bovista kurgaldzhinica
- Bovista lauterbachii
- Bovista leonoviana
- Bovista leucoderma
- Bovista limosa

Originalmente colectado en Islandia
- Bovista longicauda
- Bovista longispora
- Bovista longissima
- Bovista lycoperdoides
- Bovista macrospora
- Bovista magellanica
- Bovista minor
- Bovista membranacea
- Bovista monticola
- Bovista nigra
- Bovista nigrescens – Bejín café, Bovista negro
- Bovista oblongispora[24][32]
- Bovista ochrotricha
- Bovista paludosa – Bejín de pantano
- Bovista perpusilla
- Bovista pila – Bejín que cae
- Bovista plumbea – Bejín miserable, Bejín gris
- Bovista polymorpha
- Bovista promontorii
- Bovista pulyuggeodes
- Bovista pusilla – Bejín enano
- Bovista pusilloformis

encontrado en Finlandia
- Bovista radicata
- Bovista reunionis[34]
- Bovista ruizii
- Bovista schwarzmanniana
- Bovista sclerocystis

reportado en México
- Bovista sempervirentium
- Bovista septima
- Bovista singeri

reportado en Nor Yungas, Bolivia
- Bovista spinulosa
- Bovista sublaevispora

reportado en Viña del Mar, Chile
- Bovista substerilis
- Bovista sulphurea
- Bovista termitum
- Bovista tomentosa
- Bovista trachyspora
- Bovista umbrina
- Bovista uruguayensis
- Bovista vascelloides

reportado en Nepal
- Bovista vassjaginiana
- Bovista verrucosa
- Bovista yasudae
- Bovista zeyheri